# Compresa (medicina)
La compresa és un tros de tela o gasa plegada en diversos doblecs, o bé diferents capes absorbents, normalment de cotó o de cel·lulosa. És emprada per a recollir líquids i secrecions. normalment s'aplica sobre una part malalta per cobrir els apòsits, recollir la supuració, etc.
Normalment s'esterilitza prèviament dins uns pots metàl·lics (autoclau), per tal d'evitar possibles infeccions.